# Hypnum palaeocircinale
Hypnum palaeocircinale là một loài Rêu trong họ Hypnaceae. Loài này được J.-P. Frahm mô tả khoa học đầu tiên năm 2004.